# Abu al-Muhajir Dinar
Abu al Muhajir Dinar var en emir i den arabiska, nordafrikanska provinsen Ifriqiya (dagens Tunisien).
Abu al Muhajir Dinar efterträdde Uqba ibn Nafi och 678 erövrade han Algeriet genom att förmå den berbiske ledaren Kusayla att konvertera till islam och därmed bryta alliansen mellan berberna och det Bysantinska riket.